# ペイカン・テヘランVC
ペイカン・テヘランVC（ペルシア語: تیم والیبال پیکان تـهران , 英語: Paykan Tehran Volleyball Club）は、イラン・テヘランを本拠地とする男子バレーボールクラブ。

## 歴史
ペイカン・テヘランVCは1967年創設の総合スポーツクラブ・ペイカン・テヘラン・クラブのバレーボール部門である。1996年に開幕したイラン･スーパーリーグの初代優勝クラブであり、これまでに10度のリーグ最多優勝を飾っている。イラン国内は勿論、アジアを代表する強豪クラブとしても知られ、2002年に初優勝を飾ったアジアクラブ選手権では、2009年に大会初の4連覇を達成した。
初出場した同年世界クラブ選手権では、アジアのクラブチャンピオンとして初の決勝ラウンド進出を果たしたが、セミファイナルで欧州のクラブチャンピオン・トレンティーノ・バレーに敗れ、3位決定戦でも欧州の強豪クラブ・ゼニト・カザンに敗れ、4位に終わった。
2010年、プレーオフ･ファイナルでサイパ・キャラジを2連勝で降し、リーグ5連覇。アジアクラブ選手権では準決勝で日本のパナソニック・パンサーズを3-0、決勝でカタールのアル・アラビを3-1で降し、優勝記録を5連覇に伸ばした。

## 主な成績
イランリーグ
- 優勝：1997、1998、1999、2000、2003、2006、2007、2008、2009、2010

アジアクラブ選手権
- 優勝：2002、2006、2007、2008、2009、2010

世界クラブ選手権
- 4位：2009

## 歴代所属選手
- モハンマド・モハンマドカゼム
- モハンマド・ムーサビ
- アリレザ・ナディ
- アラシュ・カマルバンド